# Mulciber rosselli
Mulciber rosselli là một loài bọ cánh cứng trong họ Cerambycidae.